# 르노 오로라 2
르노 오로라 2는 르노코리아가 SM6와 르노삼성 SM7의 후속 차종으로 개발하고 있는 준대형 크로스오버 쿠페형 SUV이다.

## 1세대(오로라 2)
르노의 쿠페형 SUV 라팔과 디자인 코드를 공유하며, 그랑 콜레오스와 볼보 CMA 플랫폼을 공유할 예정이다. 선행 차종인 SM6와 달리 준대형급의 쿠페형 SUV로 개발되고 있으며, 2025년 말에 출시 예정이다. 